# Laylow

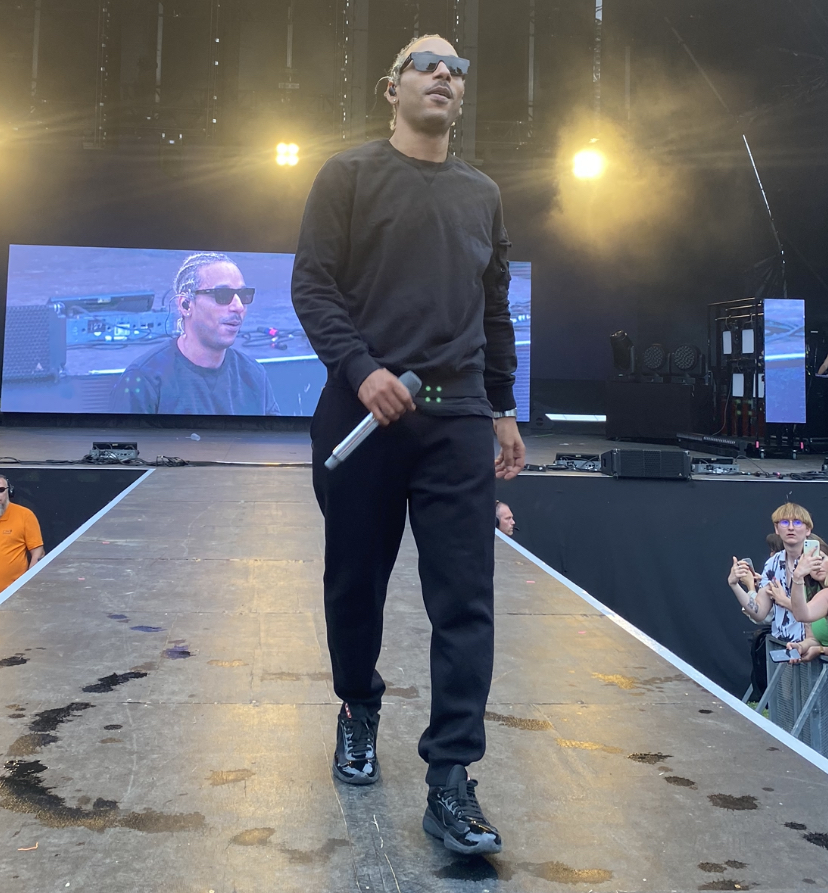
Laylow (2022)

Laylow (* 12. März 1993 in Toulouse; bürgerlich Jeremy Larroux) ist ein französischer Rapper.

## Leben
Laylow wurde 1992 in Toulouse geboren, zog jedoch bereits früh mit seiner Mutter erst nach Tunesien, später an die Elfenbeinküste. Mit 13 Jahren kehrte er nach Frankreich zurück und begann sich für Rap zu interessieren. Über sein Privatleben ist recht wenig bekannt.

## Karriere
2016 veröffentlichte er seine Debüt-EP Mercy.
2021 erreichte er mit seinem dritten Album L’étrange histoire de Mr. Anderson Platz eins der französischen Charts.

## Diskografie

### Alben
| Jahr | Titel Musiklabel                                 | Höchstplatzierung, Gesamtwochen, AuszeichnungChartplatzierungen (Jahr, Titel, Musiklabel, Platzierungen, Wochen, Auszeichnungen, Anmerkungen) | Höchstplatzierung, Gesamtwochen, AuszeichnungChartplatzierungen (Jahr, Titel, Musiklabel, Platzierungen, Wochen, Auszeichnungen, Anmerkungen) | Höchstplatzierung, Gesamtwochen, AuszeichnungChartplatzierungen (Jahr, Titel, Musiklabel, Platzierungen, Wochen, Auszeichnungen, Anmerkungen) | Anmerkungen                            |
| Jahr | Titel Musiklabel                                 | FR | BEW | CH | Anmerkungen                            |
| ---- | ------------------------------------------------ | --- | --- | --- | -------------------------------------- |
| 2018 | .Raw-Z Digital Mundo                             | FR175 Gold · (1 Wo.)FR | BEW114 (5 Wo.)BEW | — | Erstveröffentlichung: 7. Dezember 2018 |
| 2020 | Trinity Digital Mundo                            | FR4 ×2Doppelplatin · (156 Wo.)FR | BEW7 (188 Wo.)BEW | CH19 (2 Wo.)CH | Erstveröffentlichung: 27. Februar 2020 |
| 2021 | L’étrange histoire de Mr. Anderson Digital Mundo | FR1 ×2Doppelplatin · (… Wo.)FR | BEW1 (146 Wo.)BEW | CH4 (19 Wo.)CH | Erstveröffentlichung: 16. Juli 2021    |

### EPs
- 2016: Mercy

### Singles
| Jahr | Titel Album                                                       | Höchstplatzierung, Gesamtwochen, AuszeichnungChartplatzierungen (Jahr, Titel, Album, Platzierungen, Wochen, Auszeichnungen, Anmerkungen) | Höchstplatzierung, Gesamtwochen, AuszeichnungChartplatzierungen (Jahr, Titel, Album, Platzierungen, Wochen, Auszeichnungen, Anmerkungen) | Höchstplatzierung, Gesamtwochen, AuszeichnungChartplatzierungen (Jahr, Titel, Album, Platzierungen, Wochen, Auszeichnungen, Anmerkungen) | Anmerkungen                                                 |
| Jahr | Titel Album                                                       | FR | BEW | CH | Anmerkungen                                                 |
| --- | ----------------------------------------------------------------- | --- | --- | --- | ----------------------------------------------------------- |
| 2019 | Megatron Trinity                                                  | FR131 Gold · (1 Wo.)FR | — | — | Erstveröffentlichung: 11. Dezember 2019                     |
| 2020 | Trinityville Trinity                                              | FR126 Gold · (1 Wo.)FR | — | — | Erstveröffentlichung: 23. Januar 2020                       |
| 2020 | Poizon Trinity                                                    | FR133 Gold · (1 Wo.)FR | — | — | Erstveröffentlichung: 24. Februar 2020                      |
| 2020 | Clic clac bang bang VI République                                 | FR59 Gold · (2 Wo.)FR | — | — | Erstveröffentlichung: 23. Oktober 2020 mit Jok’air          |
| 2021 | Stuntmen L’étrange histoire de Mr. Anderson                       | FR26 Gold · (8 Wo.)FR | — | — | Erstveröffentlichung: 15. Juni 2021 feat. Wit. & Alpha Wann |
| 2024 | Kawasaki –                                                        | FR76 (3 Wo.)FR | — | — | Erstveröffentlichung: 19. Januar 2024 mit S.Pri Noir        |
| Folgende Lieder erschienen nicht als Single, wurden aber durch das Album zum Download und Streaming bereitgestellt und konnten somit eine Platzierung erlangen: |                                                                   | | | |                                                             |
| |                                                                   | | | |                                                             |
| 2020 | Burning Man Trinity                                               | FR62 Platin · (4 Wo.)FR | — | — | feat. Lomepal                                               |
| 2020 | Dehors dans la night Trinity                                      | FR74 Platin · (2 Wo.)FR | — | — |                                                             |
| 2020 | Plug Trinity                                                      | FR85 Platin · (2 Wo.)FR | — | — | feat. Jok’air                                               |
| 2020 | Vamonos Trinity                                                   | FR109 (1 Wo.)FR | — | — | feat. Alpha Wann                                            |
| 2020 | Hillz Trinity                                                     | FR138 (1 Wo.)FR | — | — | feat. S.Pri Noir                                            |
| 2020 | Longue vie... Trinity                                             | FR144 (1 Wo.)FR | — | — |                                                             |
| 2020 | Piranha Baby Trinity                                              | FR155 (1 Wo.)FR | — | — |                                                             |
| 2020 | Logiciel triste Trinity                                           | FR162 Gold · (1 Wo.)FR | — | — |                                                             |
| 2020 | Nakré Trinity                                                     | FR181 (1 Wo.)FR | — | — |                                                             |
| 2020 | Million Flowerz Trinity                                           | FR187 (1 Wo.)FR | — | — |                                                             |
| 2020 | ...de bâtard Trinity                                              | FR189 Gold · (1 Wo.)FR | — | — | feat. Wit.                                                  |
| 2020 | Akanizer Trinity                                                  | FR194 (1 Wo.)FR | — | — |                                                             |
| 2021 | R9R-Line L’étrange histoire de Mr. Anderson                       | FR4 Diamant · (19 Wo.)FR | BEW25 (2 Wo.)BEW | CH55 (1 Wo.)CH | feat. Damso                                                 |
| 2021 | Special L’étrange histoire de Mr. Anderson                        | FR7 Diamant · (46 Wo.)FR | BEW45 (1 Wo.)BEW | CH91 (1 Wo.)CH | feat. Nekfeu & Fousheé                                      |
| 2021 | Iverson L’étrange histoire de Mr. Anderson                        | FR14 Platin · (16 Wo.)FR | — | — |                                                             |
| 2021 | Window Shopper Part. 2 L’étrange histoire de Mr. Anderson         | FR17 Gold · (6 Wo.)FR | — | — | feat. Hamza                                                 |
| 2021 | Un rêve étrange L’étrange histoire de Mr. Anderson                | FR25 (3 Wo.)FR | — | — |                                                             |
| 2021 | Voir le monde brûler L’étrange histoire de Mr. Anderson           | FR27 Gold · (3 Wo.)FR | — | — |                                                             |
| 2021 | Window Shopper Part. 1 L’étrange histoire de Mr. Anderson         | FR28 Gold · (3 Wo.)FR | — | — |                                                             |
| 2021 | Une histoire étrange L’étrange histoire de Mr. Anderson           | FR31 Diamant · (16 Wo.)FR | BEW20 (2 Wo.)BEW | CH78 (1 Wo.)CH |                                                             |
| 2021 | Lost Forest L’étrange histoire de Mr. Anderson                    | FR35 (3 Wo.)FR | — | — |                                                             |
| 2021 | Ça va pas être possible... L’étrange histoire de Mr. Anderson     | FR43 (1 Wo.)FR | — | — |                                                             |
| 2021 | Que la pluie L’étrange histoire de Mr. Anderson                   | FR46 (2 Wo.)FR | — | — |                                                             |
| 2021 | Help!!! L’étrange histoire de Mr. Anderson                        | FR50 Gold · (2 Wo.)FR | — | — |                                                             |
| 2021 | Bonsoir mon vieil ami L’étrange histoire de Mr. Anderson          | FR51 (1 Wo.)FR | — | — |                                                             |
| 2021 | Tu veux déjà me dire aurevoir? L’étrange histoire de Mr. Anderson | FR52 (1 Wo.)FR | — | — |                                                             |
| 2021 | Fallen Angels L’étrange histoire de Mr. Anderson                  | FR55 (2 Wo.)FR | — | — | feat. Slowthai                                              |
| 2021 | NightShop BlaBla L’étrange histoire de Mr. Anderson               | FR66 (1 Wo.)FR | — | — |                                                             |
| 2021 | + de pluie... L’étrange histoire de Mr. Anderson                  | FR79 (1 Wo.)FR | — | — |                                                             |
| 2021 | C’est eux contre nous L’étrange histoire de Mr. Anderson          | FR86 (1 Wo.)FR | — | — |                                                             |
| 2021 | Tu comprends maintenant? L’étrange histoire de Mr. Anderson       | FR90 (1 Wo.)FR | — | — |                                                             |
| 2022 | 10’ Mercy                                                         | FR85 Diamant · (5 Wo.)FR | — | — |                                                             |
| 2022 | Vent de l’est .Raw-Z                                              | FR129 Diamant · (6 Wo.)FR | — | — |                                                             |

Weitere Singles
- 2017: Gogo (FR: Gold)
- 2018: Maladresse (FR: Platin)

### Gastbeiträge
| Jahr | Titel Album                                            | Höchstplatzierung, Gesamtwochen, AuszeichnungChartplatzierungen (Jahr, Titel, Album, Platzierungen, Wochen, Auszeichnungen, Anmerkungen) | Höchstplatzierung, Gesamtwochen, AuszeichnungChartplatzierungen (Jahr, Titel, Album, Platzierungen, Wochen, Auszeichnungen, Anmerkungen) | Höchstplatzierung, Gesamtwochen, AuszeichnungChartplatzierungen (Jahr, Titel, Album, Platzierungen, Wochen, Auszeichnungen, Anmerkungen) | Anmerkungen                                                                        |
| Jahr | Titel Album                                            | FR | BEW | CH | Anmerkungen                                                                        |
| --- | ------------------------------------------------------ | --- | --- | --- | ---------------------------------------------------------------------------------- |
| 2021 | Brrr –                                                 | FR77 Gold · (2 Wo.)FR | — | — | Erstveröffentlichung: 7. April 2021 Vladimir Cauchemar feat. Asdek, Laylow & Rim'K |
| 2022 | Stars Pull à capuche et billets mauves                 | FR53 Gold · (7 Wo.)FR | — | — | Erstveröffentlichung: 15. Juli 2022 Doums feat. Laylow                             |
| Folgende Lieder erschienen nicht als Single, wurden aber durch das Album zum Download und Streaming bereitgestellt und konnten somit eine Platzierung erlangen: |                                                        | | | |                                                                                    |
| |                                                        | | | |                                                                                    |
| 2017 | Jenny From Da Blocka Dieu bénisse Supersound, saison 3 | FR197 (1 Wo.)FR | — | — | Sneazzy feat. Laylow & Jok’air                                                     |
| 2020 | Sang froid Nouvo mode                                  | FR154 (1 Wo.)FR | — | — | Sneazzy feat. Laylow                                                               |
| 2020 | Le plan État d’esprit                                  | FR144 (1 Wo.)FR | — | — | S.Pri Noir feat. Laylow                                                            |
| 2020 | Ciel pleure Stamina,                                   | FR24 Gold · (2 Wo.)FR | — | — | Dinos feat. Laylow                                                                 |
| 2021 | Vide Vague à l’âme                                     | FR189 (1 Wo.)FR | — | — | Hatik feat. Laylow                                                                 |
| 2021 | Batards Cartel: volume 1                               | FR99 (1 Wo.)FR | — | — | Koba LaD feat. Laylow                                                              |
| 2022 | .Raw Spleen Memoria                                    | FR31 (3 Wo.)FR | — | — | Jazzy Bazz feat. Laylow                                                            |
| 2022 | Brûle M.A.N (Black Roses & Lost Feelings)              | FR6 Platin · (8 Wo.)FR | BEW45 (1 Wo.)BEW | CH87 (1 Wo.)CH | Josman feat. Laylow                                                                |
| 2022 | Dennis Rodman Drip Music 2                             | FR123 (1 Wo.)FR | — | — | Binks Beatz feat. Laylow                                                           |
| 2022 | Pichichi Anderson Hiver à Paris                        | FR10 (3 Wo.)FR | — | — | Dinos feat. Laylow                                                                 |
| 2022 | Triste anniversaire Hiver à Paris                      | FR55 (1 Wo.)FR | — | — | Dinos feat. Laylow                                                                 |
| 2023 | Vive le gang Melvin de Paris                           | FR70 (1 Wo.)FR | — | — | Jok’air feat. Laylow                                                               |
| 2023 | Tour en ville Melvin de Paris                          | FR94 (1 Wo.)FR | — | — | Jok’air feat. Laylow                                                               |
| 2023 | Dernière ligne droite Autobahn (Réédition)             | FR18 Gold · (4 Wo.)FR | BEW50 (1 Wo.)BEW | — | Sch feat. Laylow                                                                   |